# Forteresse de Ioannina
La forteresse de Ioannina (grec moderne : Κάστρο Ιωαννίνων) est l'ancienne cité fortifiée de la ville de Ioannina, dans le nord-ouest de la Grèce. La forteresse actuelle remonte essentiellement à la reconstruction entreprise par Ali Pacha, à la fin de la période ottomane, mais comprend aussi des éléments préexistants de l'Antiquité grecque et de l'époque byzantine.

## Histoire
Ioannina est mentionnée pour la première fois dans un décret de 1020 par l'empereur byzantin Basile II, mais elle existait à l'évidence plusieurs siècles auparavant. Traditionnellement, la fondation et la première fortification de la ville sont placées au VIe siècle, lorsque l'historien Procope (De Aedificiis, IV.1.39-42) note la construction d'une nouvelle cité « bien fortifiée » par l'empereur  Justinien I (règne : 527-565) pour les habitants de l'ancienne Euroia. Ce point de vue n'est cependant pas confirmé par des preuves archéologiques,. Au début du XXIe siècle, des fouilles ont mis au jour des fortifications datant de la période hellénistique (IVe–IIIe siècles avant J.-C.), antérieures à la reconstruction de la forteresse aux époques byzantine et ottomane. L'identification du site avec l'une des cités plus anciennes de l'Épire n'a pas encore été rendue possible,. L'archéologue grec K. Tsourès a daté les murs de la ville byzantine et la citadelle nord-est du Xe siècle, avec des ajouts de la fin du XIe siècle, comprenant la citadelle sud-est, traditionnellement attribuée à la courte occupation de la ville par les Normands dirigés par Bohémond de Tarente,.
Après la chute de l'Empire byzantin, consécutive à la Quatrième Croisade en 1204, l'histoire de la ville a été agitée : elle a été incorporée à l’État grec byzantin d'Épire, puis elle est tombée aux mains de l'Empire byzantin restauré des Paléologue en 1319, avant d'être prise par le roi serbe Stefan Douchan en 1346. L'aventurier florentin Esaü de' Buondelmonti délivra la ville de la domination serbe en 1385, celle-ci étant suivie de celle de la famille Tocco, déjà maîtresse de Céphalonie et Zante, à partir de 1411, jusqu'à la prise de la ville par l'Empire ottoman, le 9 octobre 1430. Dans les années qui ont immédiatement suivi 1204, les murs de la ville et de la citadelle nord-est ont été reconstruits, tandis que d'autres travaux ont été entrepris en 1367-1384 par Thomas Preljubović. Le tracé des murs byzantins coïncide largement avec l'ouvrage préexistant, mais on avait peu de détails à ce sujet, tels que le nombre et la structure des tours, avant les fouilles des deux dernières décennies,.
La ville est restée sous la domination ottomane de 1430 jusqu'à sa prise par la Grèce au cours de la Première Guerre balkanique en 1913. Elle jouissait d'une grande prospérité, atteignant son sommet sous le règne d'Ali Pacha, qui était devenu le chef d'un grand État semi-autonome comprenant l'essentiel de la Grèce actuelle et de l'Albanie entre 1787 et sa chute et son exécution, en 1822. C'est du règne d'Ali Pacha que date la forteresse sous sa forme actuelle ; les modifications ou les réparations effectuées sur les murs byzantins par les précédents gouverneurs ottomans ne sont plus discernables, après la reconstruction des murs entreprise par Ali Pacha au début du XIXe siècle et achevée en 1815. Il a intégré, dans la mesure du possible, les fortifications byzantines préexistantes, ajoutant un nouveau mur en façade. L'intervalle était rempli de gravats ou soutenu par des galeries voûtées, formant une immense plate-forme propre à l'installation de pièces d'artillerie,.

## Monuments
La forteresse est située à l'angle sud-est de la ville moderne, au sommet d'un promontoire rocheux qui s'avance sur le lac Pamvotis,. Elle est dominée par ses deux citadelles, déjà en place à la fin du XIe siècle, comme il est mentionné dans l’Alexiade d'Anne Comnène : la citadelle du nord-est, qui comprend la mosquée ottomane d'Aslan Pacha (en), et la citadelle du sud-est, beaucoup plus importante, connue sous le nom d'Its Kale (du turc : Iç Kale, Itch Kalé, « Château intérieur »),.

### La citadelle du nord-est
La citadelle du nord-est, qui couvre une superficie d'environ 6 000 m2, est entourée d'un mur qui date en partie de la période byzantine, notamment la porte monumentale du sud, flanquée d'une grande tour circulaire. À l'époque byzantine, elle était appelée la « Tour d'en haut » (επάνω γουλάς) et était le siège du gouverneur local et, plus tard, des despotes d'Epire. La citadelle comprend un palais et une église dédiée à saint Jean,.
Après l'échec du soulèvement de Denys le Philosophe en 1611 et l'expulsion consécutive de la population chrétienne de la ville fortifiée, l'église Saint-Jean fut démolie et remplacée en 1618 par le complexe de la mosquée d'Aslan Pacha, comprenant la mosquée, le tombeau du fondateur (türbe), une madrasa et une cuisine, qui survivent à ce jour. La citadelle est ainsi devenue le centre religieux musulman de la ville,. Aujourd'hui, la mosquée d'Aslan Pacha abrite le Musée ethnographique municipal  de Ioannina,.
À l'extérieur de la citadelle, mais à proximité, se trouve la bibliothèque turque, probablement rattachée à la madrasa, un bain ottoman (hammam) et le Soufari Saray (en) (« palais des Cavaliers »), une caserne de cavalerie construite dans les dernières années du règne d'Ali Pacha (1815-20). Il y a aussi un complexe de bains byzantins dans le même secteur,.

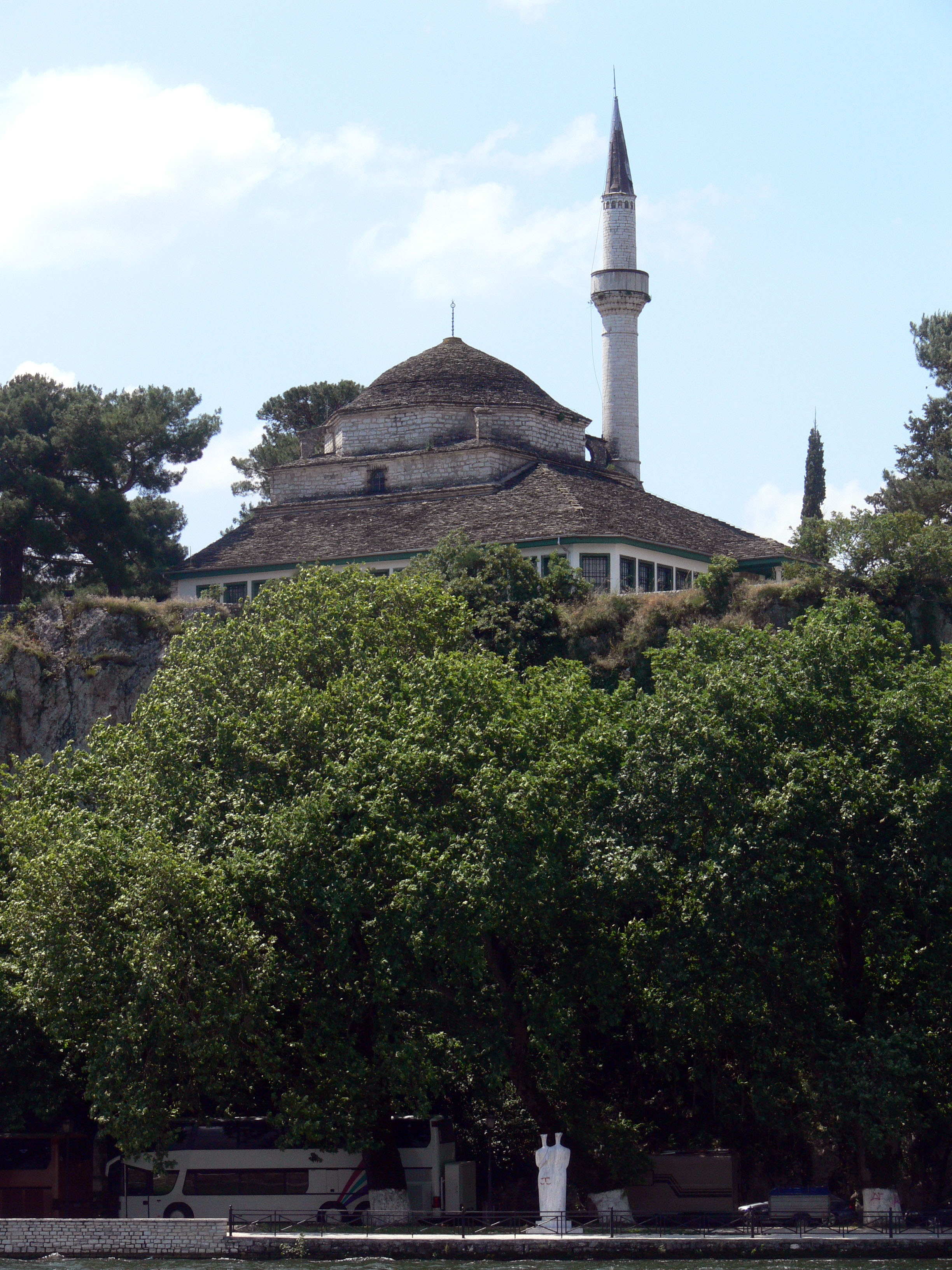
La mosquée d'Aslan Pacha, vue du lac.
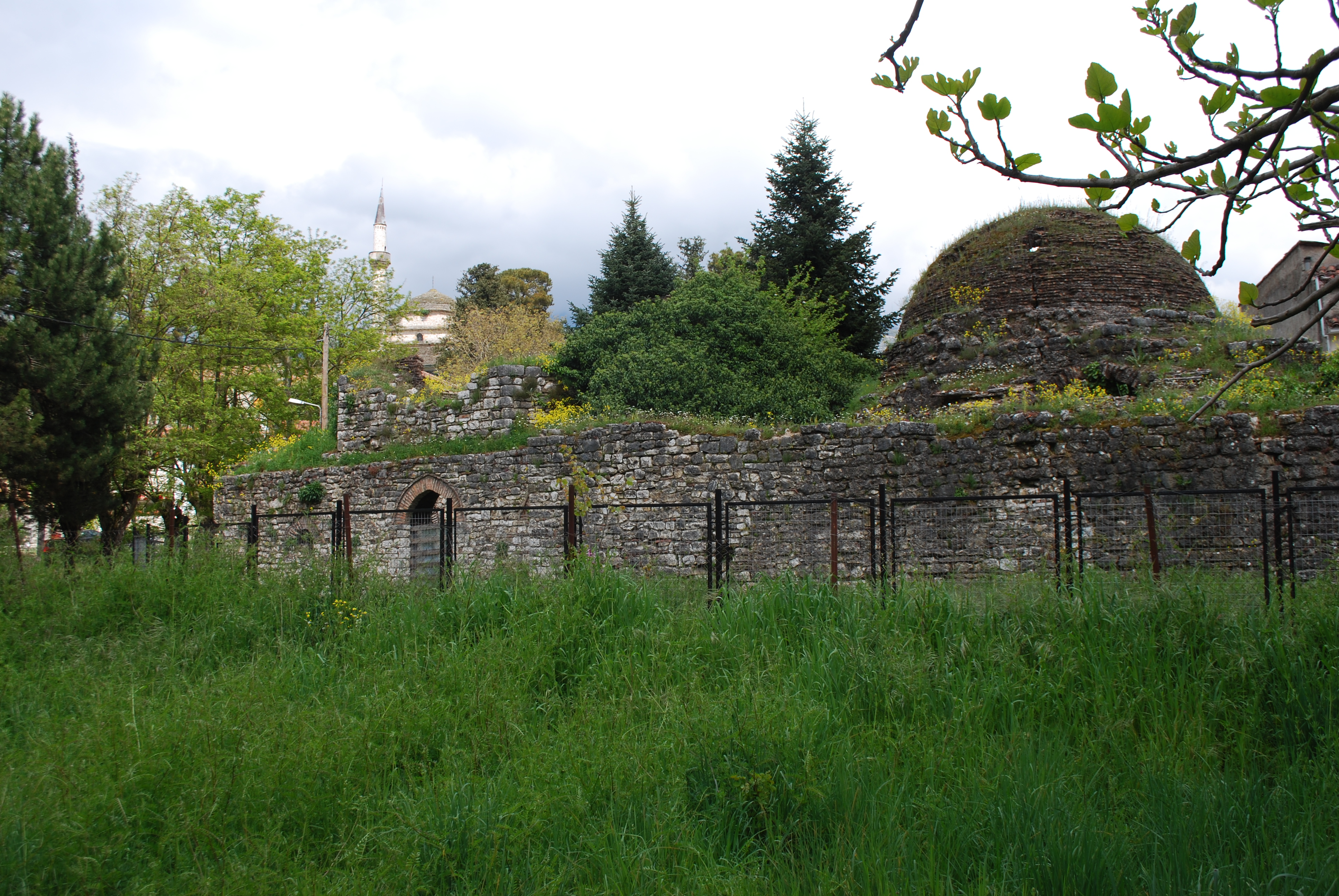
Vestiges des bains ottomans
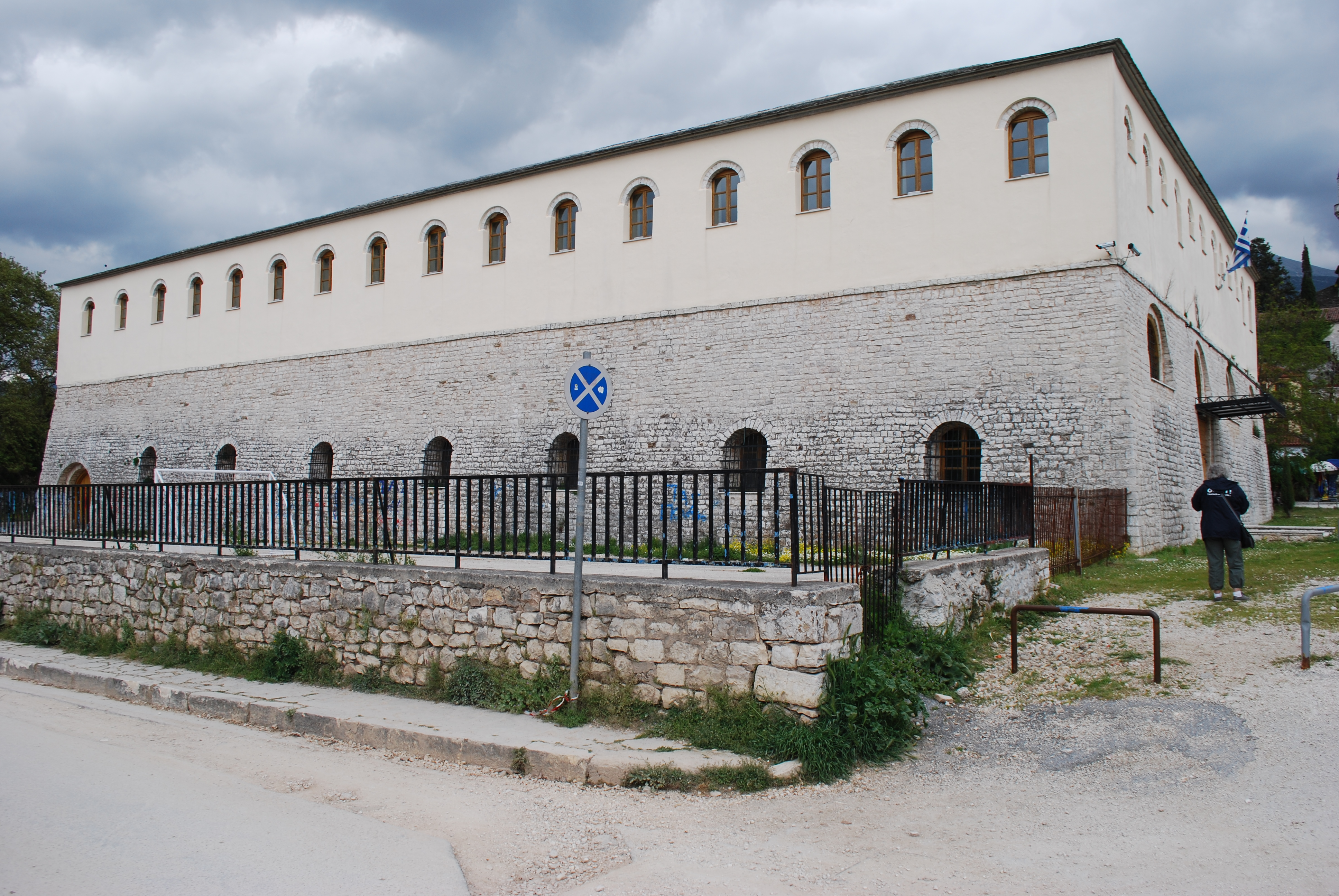
Soufari Saray : casernes de cavalerie
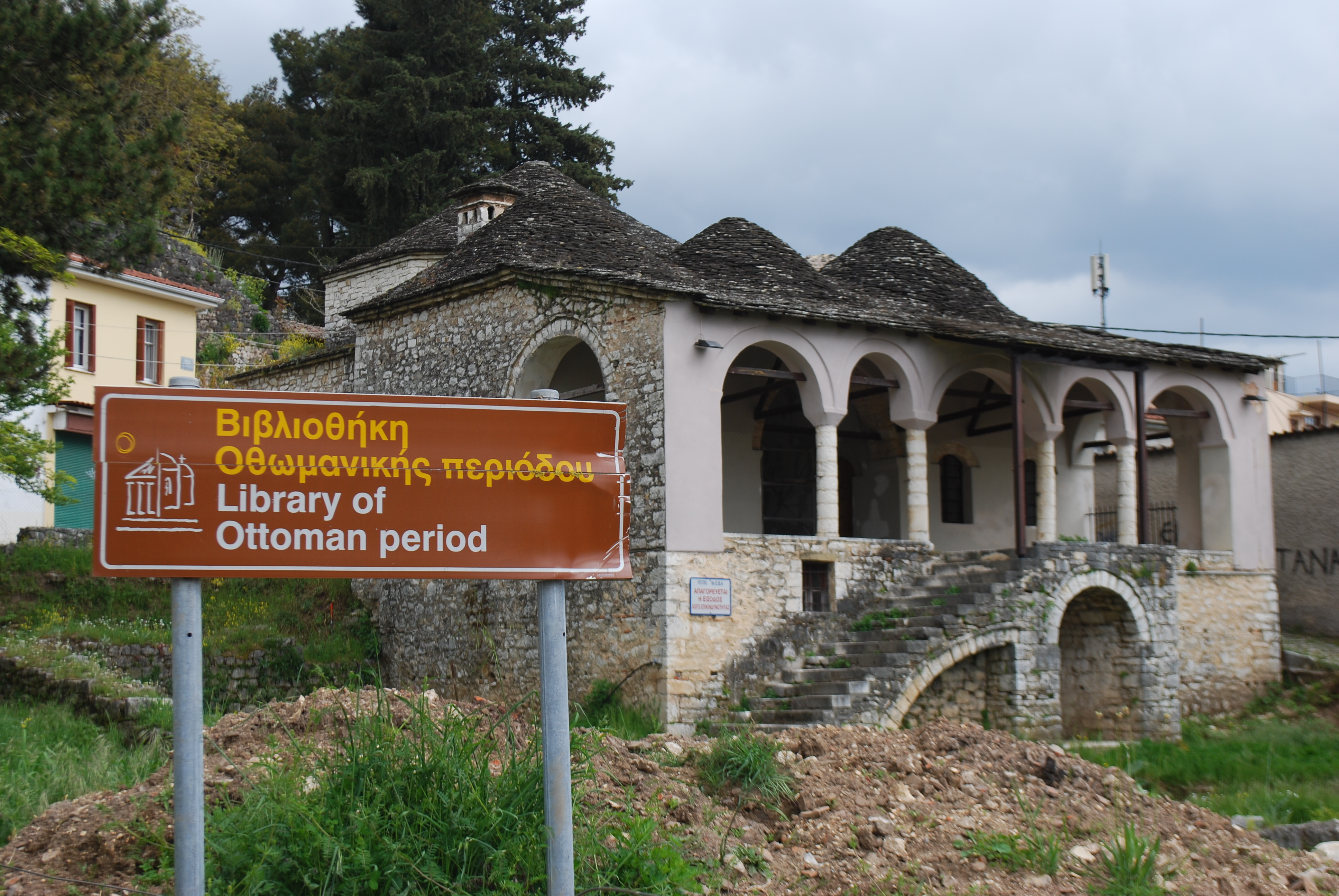
Bibliothèque ottomane

### Its Kale
Le sud-est de la citadelle, mieux connu sous son nom ottoman d'Its Kale, forme une forteresse distincte à l'intérieur de la vieille ville, couvrant une superficie de 30 000 m2 environ,. Traditionnellement, sa mise en place a été attribuée à l'occupation de la ville par Bohémond en 1082, et c'est pourquoi le principal vestige de la période byzantine, la grande tour circulaire au centre de la citadelle, porte le nom de « tour de Bohémond ». Ici aussi, toutefois, de récentes fouilles ont mis au jour  des fondations de l'époque hellénistique. Des sources littéraires rapportent que, dans la période byzantine, la citadelle abritait la résidence des archontes de la ville, ainsi que l'église cathédrale des Taxiarques et l'église du Pantocrator,.
Lorsque l'Its Kale fut entièrement reconstruit, Ali Pacha en fit sa résidence principale. Il y construisit son palais (saray), à partir de 1788. Le palais a été décrit par les voyageurs européens et représenté sur une estampe de W. L. Leitch, gravée par H. Adlard, comme une structure grande et complexe de deux étages, avec de nombreuses fenêtres offrant une excellente vue sur le lac Pamvotis. Le palais a continué à servir comme centre administratif de la ville jusqu'en 1870, lorsqu'il a été démoli, après avoir été gravement endommagé pendant le siège de 1821-1822 mené par les troupes du sultan lors de la chute d'Ali. Les fouilles ont montré que le selamlik était probablement situé sur le côté nord, avec le harem et le quartier des femmes du côté sud. Les ruines subsistantes appartiennent essentiellement à la partie sud, comprenant les ruines de la tour circulaire de Bohémond.
Après la prise de la ville par les Grecs en 1913, le site du complexe du palais principal a été utilisé pour la construction de l'hôpital militaire de la ville, qui à son tour a cédé la place en 1958 à un nouveau bâtiment, conçu par V. Harisis, destiné à servir de pavillon royal. Depuis 1995, il abrite le Musée byzantin de Ioannina,. À côté du musée, sur la partie la plus orientale et la plus haute de la citadelle, se trouve la mosquée Fethiye (en) (mosquée de la Victoire), avec le tombeau d'Ali et celui de l'une de ses épouses au nord-ouest, couvert par un ouvrage en treillis de fer. La mosquée, qui occupe l'espace de la cathédrale de l'époque byzantine, a été construite après la conquête ottomane de 1430. Elle fut reconstruite et agrandie au XVIIe siècle, puis sous sa forme actuelle par Ali Pacha vers 1795,.
La principale partie survivante du palais d'Ali est le bâtiment traditionnellement appelé « Trésor » (Θησαυροφυλάκιο), au nord, un bâtiment carré d'utilisation non identifiée. Un espace adjacent, couvert d'une coupole, fut plus tard transformé en la petite église des saints anargyres (Άγιοι Ανάργυροι). Le « Trésor », restauré en 1989-1990, abrite une exposition sur l'histoire et les techniques du travail de l'argent, pour lequel Ioannina et sa région étaient célèbres à l'époque ottomane,. D'autres structures subsistantes ou ayant été dégagées sont : les cuisines, datant du début du XIXe siècle, situées dans la partie nord-ouest de la citadelle, qui servent maintenant de réfectoire ; le magasin à poudre, au nord-est de la mosquée Fethiye, qui sert aujourd'hui d'espace éducatif, avec les ruines d'un bâtiment inconnu entre celui-ci et les cuisines ; les ruines de la base d'une autre grande tour circulaire de l'époque byzantine ; un grand bâtiment à deux étages au nord-est de la Trésorerie, peut-être une caserne ou une partie non identifiée du palais, dont ne subsiste que la moitié de sa longueur d'origine, qui sert maintenant d'espace culturel d'exposition ; enfin un petit complexe de bains du côté nord.

## Sources
- (en) Cet article est partiellement ou en totalité issu de l’article de Wikipédia en anglais intitulé « Ioannina Castle » (voir la liste des auteurs).

1. 1 2 3 4  Anastassiadou 2002.
2. 1 2 3  Kazhdan 1991, p. 1006.
3. 1 2 3 4 5 6 7 8 9 10 11 12 13 14 15 16 17 18  (el) « Forteresse de Ioannina », Ministère grec de la Culture (consulté le 14 mai 2014)
4. 1 2 3  Papadopoulou 2014, p. 4.
5. ↑  Papadopoulou 2014.
6. 1 2 3  Papadopoulou 2014, p. 5.
7. ↑  Papadopoulou 2014, p. 13.
8. 1 2 3  Papadopoulou 2014, p. 6.
9. ↑  Papadopoulou 2014, p. 11.
10. ↑  Papadopoulou 2014, p. 7.
11. ↑  Papadopoulou 2014, p. 12.